# Claudius Salmasius
Claudius Salmasius, forma latinizzata di Claude Saumaise, italianizzato come Claudio Salmasio (Semur-en-Auxois, 15 aprile 1588 – Spa, 3 settembre 1653), è stato un antiquario, umanista e filologo classico francese.

## Biografia

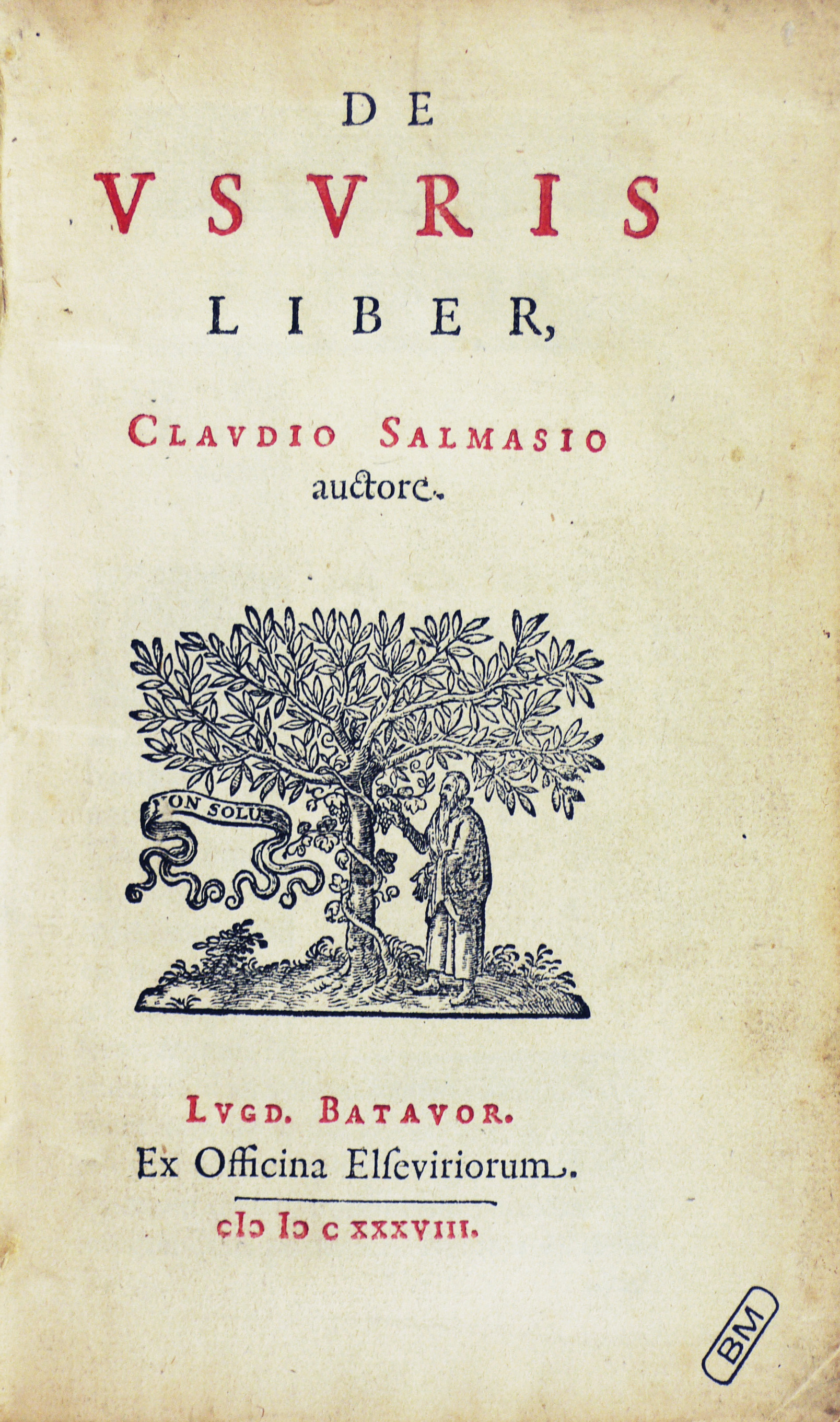
De usuris, 1638 (Fondazione Mansutti, Milano).

Salmasius nacque a Semur-en-Auxois in Borgogna il 15 aprile 1588. Suo padre Bénigne, consigliere del parlamento di Digione, lo inviò all'età di 16 anni a Parigi, dove Claude fece conoscenza con Isaac Casaubon (1559-1614). Dal 1606  studiò diritto ad Heidelberg sotto la guida del celebre giurista francese Denis Godefroy. A lui si attribuisce il ritrovamento intorno al 1607 dell'unico manoscritto superstite della famosa Antologia Palatina, chiamata così appunto dalla Biblioteca Palatina del castello di Heidelberg. Sotto l'influenza di Godefroy Slamasius abiurò il cattolicesimo ed abbracciò il calvinismo, la religione di sua madre.
Tornato in Borgogna, Salmasius non poté succedere al padre nell'incarico di consigliere del parlamento a causa della sua fede protestante. Nel 1623 sposò Anne Mercier, una protestante di nobile famiglia. Dopo aver rifiutato inviti dalle università di Oxford, Padova e Bologna, nel 1631 accettò la cattedra occupata in precedenza da Joseph Scaliger a Leida, che tenne per molti anni, nonostante i ripetuti inviti a tornare in Francia fattigli dal principe di Condé, da Richelieu e da Mazzarino. A Leida entrò in conflitto con il bibliotecario dell'università, Daniel Heinsius, che gli negò l'accesso ai testi che desiderava consultare. Salmasius trovò un alleato nello studioso olandese Gerhard Johannes Voss. Nel 1638 pubblicò il De usuris, in cui difendeva la legittimità dell'interesse sui prestiti, spiegando alcuni passi della Bibbia che in apparenza lo vietano. Salmasius sostiene che l'interesse è una remunerazione del denaro e rappresenta l'indennità per chi lo presta. L'opera è considerata tra le più importanti difese del nascente capitalismo.
Nel 1649 pubblicò a Londra la Defensio regia pro Carolo I, la sua opera più nota, che diede inizio a un'aspra polemica con il poeta inglese John Milton, contro cui Salmasius scrisse una Responsio (postuma, 1660).
Su invito della regina Cristina, Salmasius visitò la Svezia nel 1650. Cristina lo colmò di doni e onori. In Svezia Salmasius si fece molti avversari: oltre a Nikolaes Heinsius, figlio del suo vecchio nemico Daniel, Isaac Vossius (figlio di Gerardus), con cui si scontrò duramente. Salmasius lasciò la Svezia nel 1651; Cristina gli inviò molte lettere, insistendo per il suo ritorno, ma Salmasius, già malfermo in salute, morì a Spa in Belgio nel 1653.

## Opere

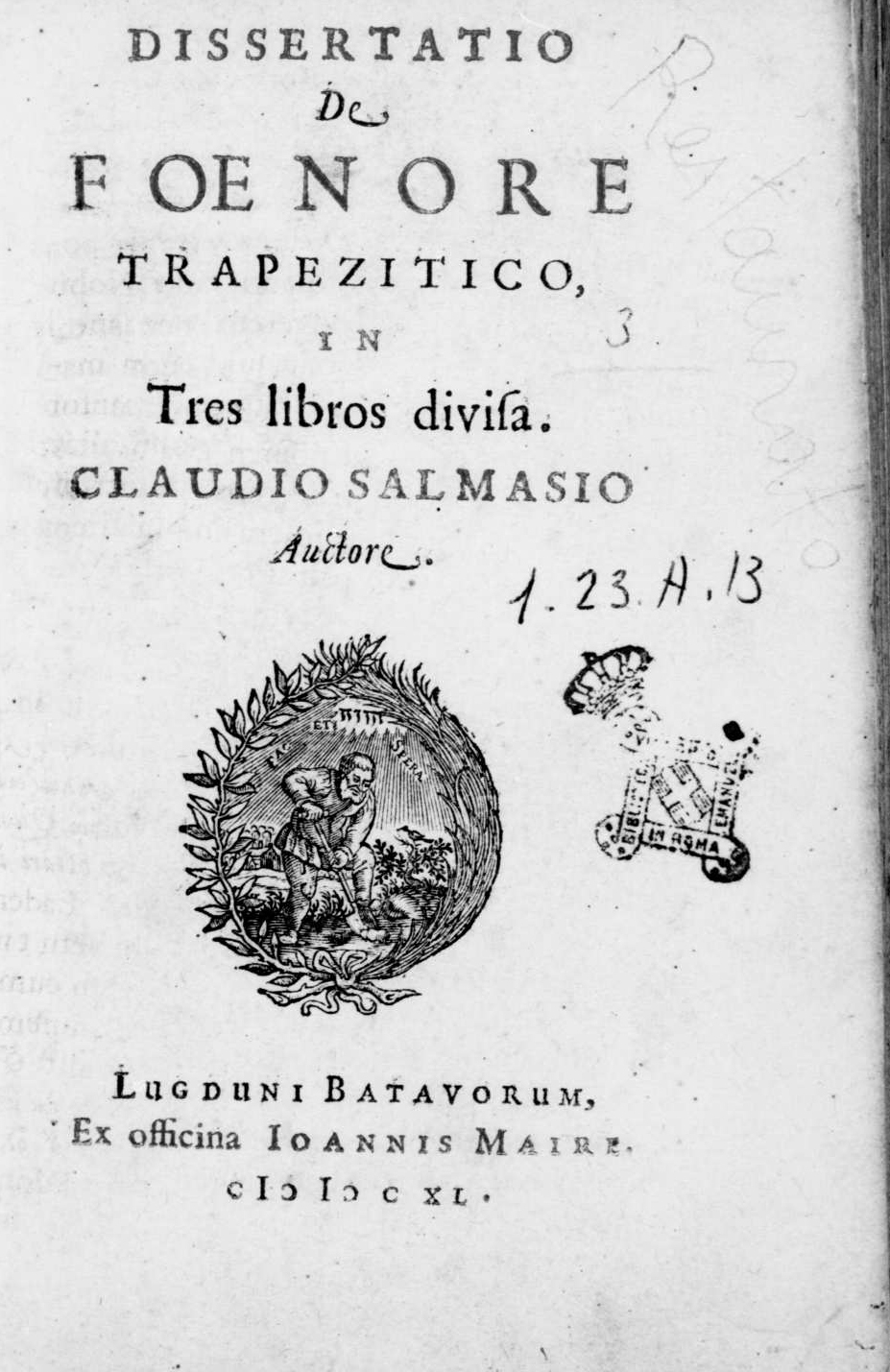
Dissertatio de foenore trapezitico, 1640

- (LA) De usuris, in-8°, Leida, Bonaventura Elzevier & Abraham Elzevier, 1638.
- (LA) Dissertatio de foenore trapezitico, Leida, Joannes Maire, 1640.
- (LA) Diatriba de mutuo, non esse alienationem, Leida, Joannes Maire, 1640.
- De primatu Papae, 1645.
- De cruce, Lyon, Joannes Maire, 1646.
- De Transsubstantiatione liber, Simplicio Verino autore. Ad Justum Pacium contra H. Grotium, typis T. Eudoxi, 1646.
  -  Simplicii Verini, sive Claudii Salmasii, de Transsubstantiatione liber, ad justum pacium, contra H. Grotium, 2ª ed., Leida, P. Hackius, 1660.
- Defensio regia pro Carolo I, 1649.
- Epistolae, Leida, 1656.
- De re militari Romanorum, 1657.